# Earl-Stetson Crawford
Pour les articles homonymes, voir Crawford.
Earl-Stetson Crawford, né à Philadelphie le 6 juin 1877 et mort à Pasadena le 13 septembre 1966, est un peintre, aquafortiste et vitrailliste américain.

## Biographie
Élève de la Pennsylvania Academy of the Fine Arts, de l'école nationale des beaux-arts de Paris et de James Abbott McNeill Whistler, membre de nombreuses sociétés artistiques, il expose, entre autres, à la Société nationale des beaux-arts. On lui doit un nombre important de gravures représentant la Bretagne à Dinan, Concarneau et Kairouan ainsi que sur la Provence. Il exécute aussi six décorations murales à San Francisco et cinq grands vitraux à Oakland. Ses portraits de Mlle Bowker et M. Delano ont été remarqués.